# Hipismo nos Jogos Olímpicos de Verão de 2020 - Saltos individual
A competição dos saltos individual do hipismo nos Jogos Olímpicos de Verão de 2020 foi realizada entre 3 e 4 de agosto de 2021 no Parque Equestre Baji Koen, em Tóquio. Como todos os outros eventos equestres, a competição de saltos é aberta para ginetes de ambos os gêneros, totalizando 73 participantes de 35 Comitês Olímpicos Nacionais (CON).

## Qualificação
Cada CON poderia inscrever até três ginetes nos saltos individual. As vagas foram alocadas ao CON, que seleciona os competidores. Um total de 75 vagas estavam disponíveis.
Os 20 CONs que qualificaram as equipes e receberam inscrições automáticas para três competidores na competição individual foram:
- 1 do país sede: Japão
- 6 dos Jogos Equestres Mundiais: Estados Unidos, Suécia, Alemanha, Suíça, Países Baixos e Austrália
- 3 do Campeonato Europeu de Saltos: Bélgica, Grã-Bretanha e França
- 1 de cada um dos eventos de qualificação dos Grupos C1 e C2: Israel (C1) e a República Checa (C2, substituindo a Ucrânia, que não apresentou seu Certificado de Capacidade)
- 3 dos Jogos Pan-Americanos: Brasil, México e Argentina
- 2 de cada um dos eventos de qualificação dos Grupos F e G: Egito e Marrocos (F) e Nova Zelândia e China (G)
- 1 da final da Copa das Nações de Saltos: Irlanda

Havia também 15 vagas individuais disponíveis. CONs com equipes qualificadas não eram elegíveis. Cada CON só poderia ganhar uma vaga individual. A maioria das vagas era limitada por grupo geográfico. As vagas foram para:
- 4 dos Jogos Pan-Americanos dos Grupos D e E: (Colômbia, República Dominicana, Canadá e Chile)
- 2 de cada um dos seguintes grupos regionais por classificação:
  - Grupo A: Dinamarca e Noruega
  - Grupo B: Itália e Portugal
  - Grupo C: Letônia e Ucrânia
  - Grupo F: Síria e Jordânia
  - Grupo G: Taipé Chinês e Hong Kong
- 1 para o indivíduo com a melhor classificação de um CON ainda não qualificado.

## Formato
Pela primeira vez desde 1992, o formato da competição de salto passou por mudanças significativas. O formato de cinco rodadas (qualificação de três rodadas e final de duas rodadas) foi removido, com rodadas únicas para cada uma das eliminatórias e finais. O número empates na posição de avanço agora são quebrados ao invés de todos os ginetes empatados avançarem. Os 30 primeiros avançam da qualificação para a final.
A fase de qualificação teve um percurso com distância mínima de 500 metros e máxima de 650 metros, sendo a velocidade exigida de 400 metros por minuto, podendo o delegado técnico reduzir para 375 metros por minuto. Os obstáculos podem incluir um ou dois saltos duplos e um salto triplo, com um máximo de 17 saltos possíveis (ou seja, se houver 14 obstáculos, apenas um salto duplo é permitido). A altura dos obstáculos varia entre 1,40 m e 1,65 metros. Em geral, os empates não são quebrados; no entanto, para a última posição de avanço, qualquer empate é desfeito por tempo. Somente se empatar em ambas as faltas e tempo, mais de 30 competidores poderiam avançar.
A pontuação não é levada da qualificação para a final. A final conta com um percurso com uma distância mínima de 500 metros e máxima de 700 metros, com as mesmas condições de velocidade da qualificação. O número de obstáculos é de 12 a 15, novamente com um ou dois saltos duplos e um salto triplo, com um máximo de 19 saltos possíveis (15 obstáculos com dois duplos e um triplo). As regras de altura e extensão permanecem as mesmas. Empates geralmente são quebrados pelo tempo (a fase é "contra o relógio"), mas um empate em faltas no primeiro lugar é desfeito por um desempate (jump-off). Um empate para o segundo ou terceiro lugar só é desfeito por um desempate se as faltas e o tempo forem os mesmos. O desempate, se necessário, conta com um percurso de seis obstáculos.

## Calendário
Horário local (UTC+9)
| Data                | Hora  | Fase         |
| ------------------- | ----- | ------------ |
| 3 de agosto de 2021 | 19:00 | Qualificação |
| 4 de agosto de 2021 | 19:00 | Final        |

## Medalhistas
| Ouro   | GBR Ben Maher com Explosion W              |
| Prata  | SWE Peder Fredricson com All In            |
| Bronze | NED Maikel van der Vleuten com Beauville Z |

## Resultados

### Qualificação
Os 30 melhores ginetes (incluído todos os empatados no 30º lugar) após a qualificação se classificaram para a final.
| Pos. | Ginete                 | CON                      | Cavalo                     | Penalidades | Penalidades | Penalidades | Tempo  | Notas |
| Pos. | Ginete                 | CON                      | Cavalo                     | Salto       | Tempo       | Total       | Tempo  | Notas |
| ---- | ---------------------- | ------------------------ | -------------------------- | ----------- | ----------- | ----------- | ------ | ----- |
| =1   | Ben Maher              | GBR Grã-Bretanha         | Explosion W                | 0.00        | 0.00        | 0.00        | 81.34  | Q     |
| =1   | Darragh Kenny          | IRL Irlanda              | Cartello                   | 0.00        | 0.00        | 0.00        | 82.01  | Q     |
| =1   | Ashlee Bond            | ISR Israel               | Donatello 141              | 0.00        | 0.00        | 0.00        | 82.84  | Q     |
| =1   | Maikel van der Vleuten | NED Países Baixos        | Beauville Z                | 0.00        | 0.00        | 0.00        | 84.61  | Q     |
| =1   | Mario Deslauriers      | CAN Canadá               | Bardolina 2                | 0.00        | 0.00        | 0.00        | 84.76  | Q     |
| =1   | Bertram Allen          | IRL Irlanda              | Pacino Amiro               | 0.00        | 0.00        | 0.00        | 85.18  | Q     |
| =1   | Grégory Wathelet       | BEL Bélgica              | Nevados S                  | 0.00        | 0.00        | 0.00        | 85.20  | Q     |
| =1   | Luciana Diniz          | POR Portugal             | Vertigo du Desert          | 0.00        | 0.00        | 0.00        | 85.62  | Q     |
| =1   | Scott Brash            | GBR Grã-Bretanha         | Jefferson                  | 0.00        | 0.00        | 0.00        | 85.72  | Q     |
| =1   | Peder Fredricson       | SWE Suécia               | All In                     | 0.00        | 0.00        | 0.00        | 85.83  | Q     |
| =1   | Jérôme Guery           | BEL Bélgica              | Quel Homme de Hus          | 0.00        | 0.00        | 0.00        | 86.10  | Q     |
| =1   | Daniel Deusser         | GER Alemanha             | Killer Queen               | 0.00        | 0.00        | 0.00        | 86.14  | Q     |
| =1   | Niels Bruynseels       | BEL Bélgica              | Delux van T & L            | 0.00        | 0.00        | 0.00        | 86.67  | Q     |
| =1   | Yuri Mansur            | BRA Brasil               | Alfons                     | 0.00        | 0.00        | 0.00        | 86.74  | Q     |
| =1   | Harry Charles          | GBR Grã-Bretanha         | Romeo 88                   | 0.00        | 0.00        | 0.00        | 86.94  | Q     |
| =1   | Malin Baryard-Johnsson | SWE Suécia               | Indiana                    | 0.00        | 0.00        | 0.00        | 87.42  | Q     |
| =1   | Nicolas Delmotte       | FRA França               | Urvoso du Roch             | 0.00        | 0.00        | 0.00        | 87.49  | Q     |
| =1   | Daisuke Fukushima      | JPN Japão                | Chanyon                    | 0.00        | 0.00        | 0.00        | 87.51  | Q     |
| =1   | Martin Fuchs           | SUI Suíça                | Clooney 51                 | 0.00        | 0.00        | 0.00        | 87.56  | Q     |
| =1   | Kristaps Neretnieks    | LAT Letônia              | Valour                     | 0.00        | 0.00        | 0.00        | 87.66  | Q     |
| =1   | Henrik von Eckermann   | SWE Suécia               | King Edward                | 0.00        | 0.00        | 0.00        | 88.00  | Q     |
| =1   | Marc Houtzager         | NED Países Baixos        | Dante                      | 0.00        | 0.00        | 0.00        | 88.02  | Q     |
| =1   | Nayel Nassar           | EGY Egito                | Igor van de Wittemoere     | 0.00        | 0.00        | 0.00        | 88.42  | Q     |
| =1   | Koki Saito             | JPN Japão                | Chilensky                  | 0.00        | 0.00        | 0.00        | 88.56  | Q     |
| =1   | Cian O'Connor          | IRL Irlanda              | Kilkenny                   | 0.00        | 0.00        | 0.00        | 88.66  | Q     |
| =26  | Geir Gulliksen         | NOR Noruega              | Quatro                     | 0.00        | 1.00        | 1.00        | 89.41  | Q     |
| =26  | Eiken Sato             | JPN Japão                | Saphyr des Lacs            | 0.00        | 1.00        | 1.00        | 90.40  | Q     |
| =26  | Beat Mändli            | SUI Suíça                | Dsarie                     | 0.00        | 1.00        | 1.00        | 91.46  | Q     |
| =26  | Mouda Zeyada           | EGY Egito                | Galanthos SHK              | 0.00        | 1.00        | 1.00        | 91.71  | Q     |
| 30   | Daniel Meech           | NZL Nova Zelândia        | Cinca 3                    | 0.00        | 2.00        | 2.00        | 93.87  | Q     |
| =31  | Eduardo Álvarez Aznar  | ESP Espanha              | Legend                     | 4.00        | 0.00        | 4.00        | 83.49  |       |
| =31  | Marlon Zanotelli       | BRA Brasil               | Edgar M                    | 4.00        | 0.00        | 4.00        | 84.11  |       |
| =31  | Steve Guerdat          | SUI Suíça                | Venard de Cerisy           | 4.00        | 0.00        | 4.00        | 85.62  |       |
| =31  | Willem Greve           | NED Países Baixos        | Zypria S                   | 4.00        | 0.00        | 4.00        | 86.20  |       |
| =31  | André Thieme           | GER Alemanha             | DSP Chakaria               | 4.00        | 0.00        | 4.00        | 86.45  |       |
| =31  | Jessica Springsteen    | USA Estados Unidos       | Don Juan van de Donkhoeve  | 4.00        | 0.00        | 4.00        | 87.15  |       |
| =31  | Aleš Opatrný           | CZE República Checa      | Forewer                    | 4.00        | 0.00        | 4.00        | 87.17  |       |
| =31  | Samuel Parot           | CHI Chile                | Dubai                      | 4.00        | 0.00        | 4.00        | 87.60  |       |
| =31  | Edwina Tops-Alexander  | AUS Austrália            | Identity Vitseroel         | 4.00        | 0.00        | 4.00        | 87.93  |       |
| =31  | Christian Kukuk        | GER Alemanha             | Mumbai                     | 4.00        | 0.00        | 4.00        | 88.07  |       |
| =31  | Kent Farrington        | USA Estados Unidos       | Gazelle                    | 4.00        | 0.00        | 4.00        | 88.57  |       |
| 42   | Teddy Vlock            | ISR Israel               | Amsterdam 27               | 4.00        | 2.00        | 6.00        | 95.74  |       |
| 43   | Mathieu Billot         | FRA França               | Quel Filou 13              | 4.00        | 3.00        | 7.00        | 98.99  |       |
| =44  | José María Larocca     | ARG Argentina            | Finn Lente                 | 8.00        | 0.00        | 8.00        | 84.69  |       |
| =44  | Laura Kraut            | USA Estados Unidos       | Baloutinue                 | 8.00        | 0.00        | 8.00        | 85.23  |       |
| =44  | Enrique González       | MEX México               | Chacna                     | 4.00        | 4.00        | 8.00        | 101.53 |       |
| =47  | Eugenio Garza          | MEX México               | Armani SL Z                | 8.00        | 1.00        | 9.00        | 89.10  |       |
| =47  | Emanuele Gaudiano      | ITA Itália               | Chalou                     | 8.00        | 1.00        | 9.00        | 89.48  |       |
| =47  | Andreas Schou          | DEN Dinamarca            | Darc de Lux                | 8.00        | 1.00        | 9.00        | 89.52  |       |
| =47  | Roberto Terán          | COL Colômbia             | Dez' Ooktoff               | 8.00        | 1.00        | 9.00        | 89.71  |       |
| =47  | Jasmine Chen           | TPE Taipé Chinês         | Benitus di Vallerano       | 8.00        | 1.00        | 9.00        | 91.01  |       |
| =52  | Martín Dopazo          | ARG Argentina            | Quintino 9                 | 8.00        | 2.00        | 10.00       | 93.39  |       |
| =52  | Li Zhenqiang           | CHN China                | Uncas S                    | 8.00        | 2.00        | 10.00       | 95.79  |       |
| =52  | Pénélope Leprevost     | FRA França               | Vancouver de Lanlore       | 8.00        | 2.00        | 10.00       | 96.82  |       |
| =55  | Anna Kellnerová        | CZE República Checa      | Catch Me If You Can OLD    | 12.00       | 0.00        | 12.00       | 86.55  |       |
| =55  | Manuel González        | MEX México               | Hortensia van de Leeuwerk  | 12.00       | 0.00        | 12.00       | 88.23  |       |
| =57  | Bruce Goodin           | NZL Nova Zelândia        | Danny V                    | 12.00       | 1.00        | 13.00       | 90.18  |       |
| =57  | Oleksandr Prodan       | UKR Ucrânia              | Casanova F Z               | 12.00       | 1.00        | 13.00       | 92.17  |       |
| =57  | Fabian Sejanes         | ARG Argentina            | Emir                       | 12.00       | 1.00        | 13.00       | 92.49  |       |
| =60  | El Ghali Boukaa        | MAR Marrocos             | Ugolino Du Clos            | 12.00       | 2.00        | 14.00       | 93.13  |       |
| =60  | Hector Florentino      | DOM República Dominicana | Carnaval                   | 12.00       | 2.00        | 14.00       | 95.53  |       |
| 62   | Abdel Said             | EGY Egito                | Bandit Savoie              | 8.00        | 7.00        | 15.00       | 113.40 |       |
| 63   | Abdelkebir Ouaddar     | MAR Marrocos             | Istanbull V.h Ooievaarshof | 16.00       | 0.00        | 16.00       | 87.52  |       |
| 64   | Uma O'Neill            | NZL Nova Zelândia        | Clockwise of Greenhill Z   | 16.00       | 1.00        | 17.00       | 91.45  |       |
| 65   | Zhang Xingjia          | CHN China                | For Passion d'Ive Z        | 16.00       | 2.00        | 18.00       | 93.60  |       |
| —    | Alberto Michán         | ISR Israel               | Cosa Nostra                | EL          |             |             |        |       |
| —    | Ali Al-Ahrach          | MAR Marrocos             | USA de Riverland           | EL          |             |             |        |       |
| —    | Mathilda Karlsson      | SRI Sri Lanka            | Chopin VA                  | EL          |             |             |        |       |
| —    | Ahmad Hamcho           | SYR Síria                | Deville                    | EL          |             |             |        |       |
| —    | Katie Laurie           | AUS Austrália            | Casebrooke Lomond          | RT          |             |             |        |       |
| —    | Zhang You              | CHN China                | Caesar                     | RT          |             |             |        |       |
| —    | Kamil Papoušek         | CZE República Checa      | Warness                    | RT          |             |             |        |       |
| —    | Ibrahim Bisharat       | JOR Jordânia             | Blushing                   | RT          |             |             |        |       |

### Final
Disputado em 4 de agosto de 2021, todos os empatados no primeiro lugar disputam um desempate (jump-off) para a definição das medalhas.
| Pos. | Ginete                 | CON               | Cavalo                 | Penalidades | Penalidades | Penalidades | Tempo | Notas |
| Pos. | Ginete                 | CON               | Cavalo                 | Salto       | Tempo       | Total       | Tempo | Notas |
| ---- | ---------------------- | ----------------- | ---------------------- | ----------- | ----------- | ----------- | ----- | ----- |
| =1   | Maikel van der Vleuten | NED Países Baixos | Beauville Z            | 0.00        | 0.00        | 0.00        | 85.31 | QJ    |
| =1   | Henrik von Eckermann   | SWE Suécia        | King Edward            | 0.00        | 0.00        | 0.00        | 85.48 | QJ    |
| =1   | Ben Maher              | GBR Grã-Bretanha  | Explosion W            | 0.00        | 0.00        | 0.00        | 85.67 | QJ    |
| =1   | Peder Fredricson       | SWE Suécia        | All In                 | 0.00        | 0.00        | 0.00        | 86.77 | QJ    |
| =1   | Malin Baryard-Johnsson | SWE Suécia        | Indiana                | 0.00        | 0.00        | 0.00        | 87.22 | QJ    |
| =1   | Daisuke Fukushima      | JPN Japão         | Chanyon                | 0.00        | 0.00        | 0.00        | 87.57 | QJ    |
| =7   | Cian O'Connor          | IRL Irlanda       | Kilkenny               | 0.00        | 1.00        | 1.00        | 88.45 |       |
| =7   | Scott Brash            | GBR Grã-Bretanha  | Jefferson              | 0.00        | 1.00        | 1.00        | 88.45 |       |
| 9    | Grégory Wathelet       | BEL Bélgica       | Nevados S              | 4.00        | 0.00        | 4.00        | 84.26 |       |
| 10   | Luciana Diniz          | POR Portugal      | Vertigo du Desert      | 4.00        | 0.00        | 4.00        | 84.69 |       |
| 11   | Ashlee Bond            | ISR Israel        | Donatello 141          | 4.00        | 1.00        | 5.00        | 88.02 |       |
| 12   | Nicolas Delmotte       | FRA França        | Urvoso du Roch         | 4.00        | 1.00        | 5.00        | 88.04 |       |
| 13   | Koki Saito             | JPN Japão         | Chilensky              | 4.00        | 1.00        | 5.00        | 89.82 |       |
| 14   | Jérôme Guery           | BEL Bélgica       | Quel Homme de Hus      | 4.00        | 3.00        | 7.00        | 99.84 |       |
| 15   | Bertram Allen          | IRL Irlanda       | Pacino Amiro           | 8.00        | 0.00        | 8.00        | 84.64 |       |
| 16   | Martin Fuchs           | SUI Suíça         | Clooney 51             | 8.00        | 0.00        | 8.00        | 84.99 |       |
| 17   | Darragh Kenny          | IRL Irlanda       | Cartello               | 8.00        | 0.00        | 8.00        | 85.11 |       |
| 18   | Daniel Deusser         | GER Alemanha      | Killer Queen           | 8.00        | 0.00        | 8.00        | 85.69 |       |
| 19   | Mouda Zeyada           | EGY Egito         | Galanthos SHK          | 8.00        | 0.00        | 8.00        | 86.63 |       |
| 20   | Yuri Mansur            | BRA Brasil        | Alfons                 | 8.00        | 0.00        | 8.00        | 87.27 |       |
| 21   | Marc Houtzager         | NED Países Baixos | Dante                  | 12.00       | 1.00        | 13.00       | 88.10 |       |
| 22   | Mario Deslauriers      | CAN Canadá        | Bardolina 2            | 12.00       | 1.00        | 13.00       | 88.51 |       |
| 23   | Kristaps Neretnieks    | LAT Letônia       | Valour                 | 12.00       | 1.00        | 13.00       | 88.75 |       |
| 24   | Nayel Nassar           | EGY Egito         | Igor van de Wittemoere | 12.00       | 1.00        | 13.00       | 89.63 |       |
| 25   | Eiken Sato             | JPN Japão         | Saphyr des Lacs        | 16.00       | 0.00        | 16.00       | 84.67 |       |
| —    | Niels Bruynseels       | BEL Bélgica       | Delux van T & L        | EL          |             |             |       |       |
| —    | Daniel Meech           | NZL Nova Zelândia | Cinca 3                | EL          |             |             |       |       |
| —    | Harry Charles          | GBR Grã-Bretanha  | Romeo 88               | RT          |             |             |       |       |
| —    | Geir Gulliksen         | NOR Noruega       | Quatro                 | RT          |             |             |       |       |
| —    | Beat Mändli            | SUI Suíça         | Dsarie                 | RT          |             |             |       |       |

### Desempate (jump-off)
| Pos.              | Ginete                 | CON               | Cavalo      | Penalidades | Tempo (s) |
| ----------------- | ---------------------- | ----------------- | ----------- | ----------- | --------- |
| Medalha de ouro   | Ben Maher              | GBR Grã-Bretanha  | Explosion W | 0           | 37.85     |
| Medalha de prata  | Peder Fredricson       | SWE Suécia        | All In      | 0           | 38.02     |
| Medalha de bronze | Maikel van der Vleuten | NED Países Baixos | Beauville Z | 0           | 38.90     |
| 4                 | Henrik von Eckermann   | SWE Suécia        | King Edward | 0           | 39.71     |
| 5                 | Malin Baryard-Johnsson | SWE Suécia        | Indiana     | 0           | 40.76     |
| 6                 | Daisuke Fukushima      | JPN Japão         | Chanyon     | 0           | 43.76     |